# Церква Спаса Преображення (Ольховчик)

Церква Спаса Преображення (рос. Церковь Спаса Преображения) — православний храм в селі Ольховчик, Чертковський район, Ростовська область, Росія. Відноситься до Чортково-Калитвенського благочиння Шахтинської і Міллерівської єпархії. Побудована в 1873 році .
Адреса: Росія, Ростовська область, Чертковський район, село Ольховчик, вул. Комсомольська, 2а.

## Історія
Церква Спаса Преображення в селі Ольховчик була побудована і освячена в 1873 році за активної участі місцевих жителів. При церкві на гроші парафіян у 1888 році була побудована двокласна церковно-приходська школа, в якій вже в 1912 році навчалося близько сотні дітей (хоча навчання було платним). Будівля храму була цегляною, дах був покритий залізом, дзвіниці ж не було. До революції тут так само співав церковний хор.
У 1926 році, під час гонінь на Церкву з боку радянської влади, Храм Спаса Преображення був закритий. У 1942 році колишні парафіяни звернулися до влади з проханням про повторне відкриття церкви, але отримали відмову на підставі того, що будівля храму до того часу використовувалося як зерносховища ― що, втім, вберегло його від руйнування.
На сьогоднішній день церква діє, як і раніше. Станом на 2015 рік в ній проводилилися роботи по відновленню будівлі.